# Stokmarknes Lufthavn, Skagen
Stokmarknes Lufthavn, Skagen (IATA:SKN, ICAO:ENSK) er en regional lufthavn på øen Langøya i Nordland fylke i Norge. Ud over den civile flytrafik, tjener lufthavnen også Kystvakten i Norge og der drives ambulanceflyvning. Lufthavnen ejes og drives af Avinor. Stokmarknes er det viktigste sted i lufthavnens nærhed som den tjener, og er placeret på den nærliggende ø Hadseløya. Lufthavnen og Stokkmarknes er forbundet med den europæiske hovedvej E10, som over to broer via øen Børøya krydser Børøysundet.

## Transport
Der er en shuttle-bus rute til Sortland. Til andre steder er den eneste kollektive transport med taxi, som er tilgængelig i lufthavnen. Man kan også leje en bil gennem en af tre selskaber: Avis, Hertz og Europcar.

## Destinationer
|       | Flyselskab | Destinationer         |
| ----- | ---------- | --------------------- |
| Norge | Widerøe    | Andenes, Bodø, Tromsø |

68°34′51″N 15°01′34″Ø / 68.58083°N 15.02611°Ø